# Katedra
Za mariborski študentski časopis, ki je izhajal od leta 1961 do 1994, glej Katedra (časopis).
Kátedra, tudi stolica, je poseben stol, ki ponazarja moč osebe na visokem položaju. Izraz se uporablja zlasti v krščanstvu za škofovski stol, pa tudi v nekaterih drugih situacijah kot sedež nekakšne avtoritete (npr.: kátedra za filozofijo, ipd).
Beseda kátedra izvira iz latinske besede cathedra = stol, sedež, ta pa izvira iz grškega glagola starogrško καθῆσθαι [kathesthe], ki pomeni sedeti. Iste korenine ima tudi beseda katéder = učiteljev stol oziroma miza. 

## Škofovska katedra
Škofovska kátedra ali škofovski stol (tudi škofovski prestol) je poseben stol, na katerem škof izvaja svojo službo. Tak stol običajno stoji v glavni škofijski cerkvi blizu oltarja. Cerkev v kateri stoji, se imenuje katedrala ali stolna cerkev oziroma stolnica. 
Najslavnejši škofovski stol stoji v Baziliki svetega Petra v Vatikanu. Imenuje se Stol apostola Petra ali Cathedra Petri, včasih tudi Sveti sedež, in je namenjen rimskemu papežu. Sedežu apostola Petra je posvečen tudi praznik, ki ga najdemo v katoliškem koledarju na dan 22. februarja.
Kadar papež uradno razglaša verske resnice, pravimo temu tudi oznanjanje ex cathedra - dobesedno s sedeža. Po katoliški dogmi se lahko pri razglašanju verskih resnic ex cathedra sklicuje tudi na papeško nezmotljivost.

## Univerzitetna katedra
Katedra (tudi stolica) je manjša znanstveno-pedagoška enota na univerzi, ki povezuje univerzitetne učitelje in asistente z ožjega strokovnega področja.